# Jurelang Zedkaia

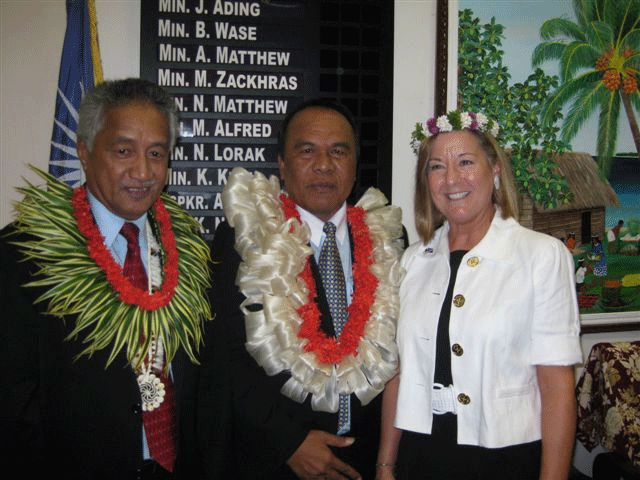
Regierungssprecher Alvin Jacklick, Präsident Jurelang Zedkaia, und die Botschafterin der USA, Martha Campbell (v. l. n. r.)

Jurelang Zedkaia (* 13. Juli 1950 in Majuro, Ratak-Kette; † 7. Oktober 2015 ebenda) war ein traditioneller marshallischer Stammesführer und Politiker. Am 26. Oktober 2009 wurde Jurelang Zedkaia mit 17:15 Stimmen zum siebten Präsidenten der Marshallinseln gewählt und am 2. November 2009 vereidigt.

## Leben
Zedkaia war der Iroij oder traditioneller Chief des Majuro-Atolls, wo sich auch die Hauptstadt des Landes befindet. Er arbeitete im Pharmaziebereich und in der Verwaltung des Majuro Atoll Local Government (MALGOV) als Ratsmitglied für den Bereich Gesundheit, Bildung und Soziales. Vor seiner Wahl zum Präsidenten war Zedkaia fünf Jahre lang Senator im Unterhaus des Parlaments der Marshallinseln (Nitijeļā). Er war stellvertretender Regierungssprecher, bevor er im Januar 2008 zum Regierungssprecher gewählt wurde.
Am 21. Oktober 2009 unterlag sein Vorgänger Litokwa Tomeing bei einem Misstrauensvotum mit 17:15 Stimmen. Durch den Parlamentspräsidenten wurde Ruben Zackhras zum amtierenden Präsidenten bestimmt, der das Amt bis zur Vereidigung Zedkaias ausübte.
Zedkaia und der ehemalige Präsident Kessai Note waren 2009 die einzigen Kandidaten für die Präsidentschaft. Zedkaia nominierte Alvin Jacklick für den Posten des Regierungssprechers, der ohne Gegenstimmen bestätigt wurde.
Jurelang Zedkaia verstarb am Abend des 7. Oktober 2015 in Majuro an den Folgen eines Herzinfarktes.